# Дачна вулиця (Київ, Солом'янський район)
Да́чна ву́лиця — вулиця в Солом'янському районі Києва, місцевість Олександрівська слобідка. Пролягає від проспекту Валерія Лобановського до вулиці Петра Радченка.
Прилучаються вулиці Катерини Ступницької, Сім'ї Житецьких, Кишинівська та Азовська.

## Історія
Виникла в середині XX століття (межа 1940—50-х років) як новопрокладена частина Дачної вулиці. 1985 року отримала назву вулиця Бориса Гаріна, на честь радянського військового пілота Героя Радянського Союзу Бориса Гаріна (початкова частина отримала назву вулиця Олександра Пироговського). 
Історичну назву вулиці відновлено 2022 року.